# AGM-65 маверик
АГМ-65 Маверик је тактичка ракета ваздух-земља намењена за блиску подршку. Ефикасно дејствује против различитих тактичких циљева као што су оклопна возила, бродови, транспорти трупа и материјала, складишта муниције и резервоари горива.
АГМ-65Ф коју користи Ратна морнарица САД има инфрацрвени систем навођења прилагођен праћењу бродова и бојеву главу тежине 136 kg која је знатно већа од бојеве главе са конусним експлозивним пуњењем тежине 57 kg на моделу који користи Марински корпус САД и Ратно ваздухопловство САД. АГМ-65 има две врсте бојеве главе: први модел има контактни упаљач, док други тежи модел који пробија мету својом кинетичком енергијом има упаљач са одложеним дејством. Други модел је нарочито повољан за дејствовање по великим метама од чврстог материјала. Оба модела погони ракетни мотор на чврсто гориво смештен иза бојеве главе.
Ракете АГМ-65 Маверик кориштене су у великом броју у операцијама Пустињска олуја, Племенити наковањ и Пустињски штит.
У периоду модернизације РВ и ПВО Југославије непосредно пре избијања грађанског рата набављена је одређена количина авионског наоружања западног порекла. Међу њима је била и ракета АГМ-65 Маверик са ТВ навођењем. Њоме су наоружани авиони домаће производње Ј-22 Орао.

## Карактеристике
- Мотор: Thiokol TX-481 ракетни мотор на чврсто гориво са две млазнице
- Димензије: дужина 2,55 m, распон крила 710 mm, пречник 305
- Маса: од 208 kg до 302 kg у зависности од модела и тежине бојеве главе
- Максимални домет: на великим висинама 27 km, на малим висинама 13
- Систем навођења: А, Б, К и Х модели електронско-оптичко навођење; Д и Г модели инфрацрвено ТВ навођење; Е модел ласерско навођења: Ф модел инфрацрвено навођење
- Бојева глава: 135 kg са контактним упаљачем и упаљачем са одложеним дејством